# Шуркульське водосховище
Шуркульське водосховище — гідротехнічний об'єкт у центральній частині Узбекистану, на північній околиці Бухарської оази.
Природна западина Шуркуль лежить на правобережжі Зеравшану за два десятки кілометрів від самої річки на завершенні іригованої долини Конімех (відокремлюється від долини Зервашану та тягнеться в північно-західному напрямку) та щонайменше з середини 1960-х використовувалася для скиду колекторних вод (відводяться з іригованих земель та мають дещо підвищений вміст солей), в обсягах до 20 млн м3 (в сезоні 1979/1980).
У 1975-му стала до ладу друга черга Аму-Бухарського машинного каналу (АБМК), яка подала до Бухарської оази великі обсяги води. Частина цього ресурсу надходила до Шафірканського гідровузла, розташованого на Зеравшані безпосередньо перед входом цієї річки до оази. Це стало передумовою для появи наливного Шуркульського водосховища, яке мало запасати ресурс для зрошення північної частини оази (зокрема, Джильванського масиву).
У межах Шуркульського проєкту від Шафірканського гідровузла проклали підвідний канал Шуркульского водосховища, який має довжину близько 25 кілометрів. Водночас з водосховища бере початок канал Шуркуль завдовжки близько чотирьох з половиною десятків кілометрів та у підсумку досягає каналу Джильван, який прямує через північну частину оази й забезпечує її зрошення (можливо відзначити, що Джильван починається від все того ж Шафірканського гідровузла, проте прямує в західному напрямку на відміну від північно-західного спрямування підвідного каналу).
На момент введення в дію Шуркульского водосховища в 1984 році воно мало об'єм 170 млн м3, з яких 153 млн м3 належали до корисного об'єму. При цьому з долини Конімех почали будівництво нового скидного колектору, який проходить північніше від Шуркульського водосховища та прямує до Аякагітмінської западини.
Також розпочали роботи за проєктом другої черги, що мала збільшити об'єм до 394 млн м3, яких них 377 млн м3 корисного. Нормальний рівень поверхні при цьому мав бути на позначці 275 метрів НРМ, чому відповідала площа поверхні 42,3 км2, тоді як «мертвий» об'єм починався б нижче позначки 262,25 метра НРМ (максимальна глибина мала досягати 36 метрів). Для цього планувалось звести земляні дамби з ядром із суглинку висотою до 14,5 метра, загальною довжиною 6870 метрів та шириною по гребеню 6 метрів, що потребувало понад 6 млн м3 матеріалу. Реалізація цього етапу дозволила б додатково зросити 35 тисяч гектарів земель, проте він так і не був завершений і встигли спорудити лише 560 метрів дамб із загальним обсягом робіт лише 31 тис. м3.